# Liriomyza melantherae
Liriomyza melantherae är en tvåvingeart som beskrevs av Spencer 1959. Liriomyza melantherae ingår i släktet Liriomyza och familjen minerarflugor. Inga underarter finns listade i Catalogue of Life.